# Цимбалюк Віталій Володимирович
Віта́лій Володи́мирович Цимбалю́к (нар. 27 жовтня 1980, Київ) — український дипломат. Тимчасовий повірений у справах України в Республіці Чилі.

## Життєпис
Народився 27 жовтня 1980 року в Києві. У 2002 році закінчив Інститут міжнародних відносин КНУ імені Тараса Шевченка. У 2010 році Дипломатичну академію імені Матіаса Ромеро (Мехіко, Мексика), У 2016 — Дипломатичну академію Чилі імені Андреаса Бельо (Сантьяго, Чилі). Крім української, володіє іспанською та англійською мовами.
У 2003—2005 рр. — провідний спеціаліст відділу спеціальних санкцій Управління контролю за зовнішньоекономічною діяльністю Міністерства економіки та з питань європейської інтеграції України.
У 2005—2009 рр. — аташе Посольства України в Аргентині (Уругвай, Парагвай та Чилі за сумісництвом).
У 2009—2011 рр. — третій секретар по посаді другого секретаря відділу країн Латинської Америки та Карибського басейну Другого територіального департаменту МЗС України.
У 2011—2015 рр. — другий секретар по посаді першого секретаря з економічних питань Посольства України в Республіці Перу.
У 2013—2015 рр. — в.о. Консульської посадової особи Посольства України в Республіці Перу (Колумбія та Еквадор за сумісництвом).
У 2015—2017 рр. — перший секретар відділу економічного співробітництва Департаменту Америки МЗС України.
З жовтня 2017 року — тимчасовий повірений у справах України в Республіці Чилі.